# Дихосвані Вега
Дихосвані Вега (ісп. Dihosvany Vega) — кубинський боксер напівважкої ваги, призер чемпіонату світу, чемпіон Ігор Центральної Америки і Карибського басейну.

## Спортивна кар'єра
1993 року на Іграх Центральної Америки і Карибського басейну Дихосвані Вега, здобувши три дострокові перемоги над суперниками, став чемпіоном.
1995 року на кваліфікаційних до Олімпійських ігор 1996 Панамериканських іграх Вега програв в другому бою Антоніо Тарверу (США).
На чемпіонаті світу 1995 завоював срібну медаль.
- В 1/16 фіналу переміг Ростислава Зауличного (Україна) — 8-5
- В 1/8 фіналу переміг Троя Амос Росса (Канада) — 12-4
- У чвертьфіналі переміг Махмуда Халіфа (Єгипет) — 12-4
- У півфіналі переміг Томаса Ульріха (Німеччина) — 11-8
- У фіналі знов програв Антоніо Тарверу — 3-7